# 巴斯比 (蒙大拿州)
巴斯比（英語：Busby）是位於美國蒙大拿州大角縣的普查規定居民點。

## 歷史
巴斯比的郵局自1904年營運至今。

## 人口
根據2020年美國人口普查的數據，巴斯比的面積為37.17平方千米，當中陸地面積為37.08平方千米，而水域面積為0.09平方千米。當地共有人口719人，而人口密度為每平方千米19.34人。